# Entrichiria
Entrichiria é um gênero de mariposa pertencente à família Acrolepiidae.